# Quinto Cecilio
Quinto Cecilio (en latín, Quintus Caecilius) fue un caballero romano, amigo de Lúculo y tío de Pomponio Ático. Adquirió una gran fortuna mediante préstamos con intereses. Solicitó de Cicerón que lo asistiera en un pleito por fraude que mantenía contra Caninio Sátiro. El arpinate se excusó alegando amistad con el encausado, lo que motivó que sus relaciones se volviesen distantes. Era de temperamento tan insoportable que solo le podía aguantar su sobrino al que adoptó en su testamento y legó una fortuna de diez millones de sestercios, además de una casa en el Quirinal cerca del templo de Salus. Murió en 57 a. C.